# Pembroke Pines Challenger 1992
Il Pembroke Pines Challenger 1992 è stato un torneo di tennis facente parte della categoria ATP Challenger Series nell'ambito dell'ATP Challenger Series 1992. Il torneo si è giocato a Pembroke Pines negli Stati Uniti dal 23 al 29 novembre 1992 su campi in terra verde.

## Vincitori

### Singolare
Leonardo Lavalle ha battuto in finale  Daniel Orsanic con il punteggio di 6–4, 7–6

### Doppio
Rikard Bergh /  Trevor Kronemann hanno battuto in finale  Brad Pearce /  Todd Witsken con il punteggio di 6–3, 6–3